# Hemolytisch-uremisch syndroom
Het hemolytisch-uremisch syndroom (HUS) is een syndroom waarbij hemolytische anemie, acuut nierfalen (uremie) en trombocytopenie gezien worden. HUS treedt voornamelijk maar niet uitsluitend op bij kinderen. HUS treedt meestal op na een episode van diarree als gevolg van een besmetting met EHEC, de entero-hemorragische E. coli bacterie. HUS is een medisch noodgeval met mortaliteit van 5-10%. Bij de overige gevallen treedt meestal volledige genezing op maar een aantal patiënten ontwikkelt chronische nierproblemen.
HUS werd in 1955 als syndroom gedefinieerd.